# Kurt Arvòr
Kurt Arvòr, född 11 mars 1912 i Umeå, död 10 augusti 1963 i Stockholm, var en svensk målare.
Arvòr studerade vid Tekniska skolan i Stockholm 1934–1935 och Berggrens målarskola 1936–1937 samt privat för Gustav Ambe och under studieresor till Estland och Danmark. Han debuterade in en utställning tillsammans med konstnärerna Gösta Idås och Lennart Pilotti i Alviks kommunalhus 1946. Separat ställde han bland annat ut i Eskilstuna, Ulricehamn, Västervik och Sandviken. Hans konst består av naket, stilleben, porträtt och landskapsskildringar från Norrland, Skåne och Stockholmstrakten.  